# Signalis
Signalis é um jogo eletrônico alemão do gênero terror de sobrevivência desenvolvido pela rose-engine e publicado pela Humble Games e Playism. O jogo foi lançado para Windows PC, Nintendo Switch, PlayStation 4 e Xbox One em 27 de outubro de 2022. Recebeu críticas majoritariamente positivas no seu lançamento.

## Jogabilidade
A jogabilidade consiste em elementos de tiro de cima para baixo, de uma perspectiva 2.5D de cima para baixo, com elementos ocasionais de Puzzle (quebra-cabeças). Os quebra-cabeças variam desde manipulação de interruptores e medidores até a busca por certas frequências para serem transmitidas no implante de rádio de Elster.
A dificuldade e os elementos temáticos são realçados pelo uso do gerenciamento de recursos como uma mecânica de jogabilidade e de narrativa. Elster pode carregar apenas seis itens consigo, incluindo armas, munições e itens-chave para usar na resolução de quebra-cabeças e para destrancar portas. No estilo de Resident Evil, outra série de survival horror, existem salas seguras que permitem ao jogador salvar seu progresso e armazenar seus itens para uso futuro.
Signalis se passa em um mundo retrofuturista, em um sistema planetário semelhante ao Sistema Solar, governado pela totalitária Nação Eusan, que permanece em guerra com o Império Eusan, do qual se separou. A Nação emprega Replikas, “clones biossintéticos fabricados para emular trabalhadores e soldados modelo”.
A personagem do jogador, Elster, é uma técnica de nave da unidade Replika que acorda nos destroços de sua nave de reconhecimento que está acidentada e sai em busca do piloto humano de sua nave, encontrando eventos estranhos de origem possivelmente sobrenatural em uma instalação de mineração subterrânea.
O jogo contém vários finais que dependem das escolhas do jogador.

## Desenvolvimento

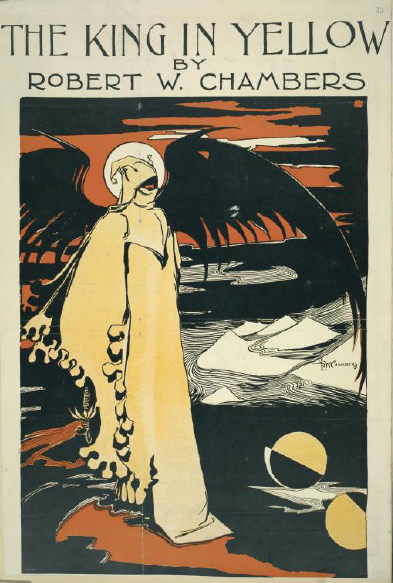
A história de Signalis toma inspiração do livro O Rei de Amarelo, de Robert W. Chambers, e o livro em si tem destaque no jogo.

O jogo foi desenvolvido pelo estúdio Alemão de apenas duas pessoas: Rose-Engine, começando o desenvolvimento em 2014. Ajuda adicional foi trazida por compositores externos. O jogo foi lançado em várias plataformas em 27 de outubro de 2022. A publicação foi feita pela Humble Games e Playism. 
Signalis é influenciado pelas séries Silent Hill e Resident Evil. Esteticamente, o jogo se inspira nos gráficos da quinta geração de consoles de videogame, principalmente do PlayStation original. O jogo inclui um modo CRT para imitar ainda mais o efeito. Influência estética adicional vem de obras de arte mais tradicionais, incorporando The Shore of Oblivion de Eugen Bracht, bem como Isle of the Dead de Arnold Böcklin dentro do jogo. As influências literárias incluem "O Festival" de HP Lovecraft e O Rei de Amarelo de Robert W. Chambers. As obras cinematográficas de Stanley Kubrick, Hideaki Anno e David Lynch ajudaram a moldar os temas narrativos de identidade e memória no jogo.

## Recepção
Signalis recebeu críticas "majoritariamente favoráveis", de acordo com o agregador de análises Metacritic, e 85% dos críticos recomendaram o jogo, de acordo com o OpenCritic. 
A maioria dos críticos elogiaram a atmosfera e a narrativa ambiental do jogo, embora o inventário limitado e o combate tenham recebido críticas.
Alguns críticos elogiaram o jogo em geral, mas destacaram um aspecto específico que, na opinião deles, o atrasou. O Verge notou problemas com alguns quebra-cabeças, mas elogiou o jogo como um todo. A GameSpot observou que a mira era "inconstante", enquanto a Nintendo Life criticou que as lutas contra chefes do jogo não eram bem adequadas ao sistema de combate. 
O jogo foi incluído na lista dos melhores jogos de 2022 da Polygon. Willa Rowe, em uma análise publicada pela Inverse, referiu-se ao jogo como o "melhor jogo de terror de 2022". O jogo foi incluído na lista da PC Gamer dos 100 melhores jogos de PC de todos os tempos.